# 战争驾驶
战争驾驶（英語：wardriving）也称駕駛攻擊，可以被认为是一种行为，又或者是一种运动、一种游戏。它是一种携带WLAN终端在移动中寻找到可连接WLAN网络的活动，有人也把这看成是一种信息化时代的寻宝形式。在因特网上，有的网页甚至已经公开了地图，并在上面标注了可以捕捉到WLAN信号的场所和企业的名称，甚至是当地的经纬度。战争驾驶也被称为战争漫步（war walking）。
战争驾驶可以分为扫描方式和监听方式两种。扫描方式类似于端口扫描，在一个频段上向周围发出连接信号，然后检测，周围是否有WLAN网络返回响应，从而确定WLAN的存在。监听方式是使无线终端工作于特殊模式下，仅接受周围发出的WLAN信号，而不主动发出任何信息。通过截取到的WLAN工作信号确定WLAN的存在。
WLAN是一种发散形的网络，在没有密码认证保护下的WLAN是对周围开放的。这给人们带来一种新的连接到网络的方式，只要你有一个WLAN终端，通过战争驾驶，或者是享用他人经过战争驾驶得来的网络信息，自由的连接到网络。这里的自由，不单单是便捷，也可能意味着你不需要为连接这样的网络支付费用。
由于技术上的不完善，战争驾驶行为很难被确切的认定为违法，因为在现有的软硬件环境下，某些战争驾驶行为实际是在无意间发生的。

## 词源
“战争驾驶”引申自更早的“战争拨号”（wardialing）。”战争拨号“指批量拨打大量电话号码，扫描出可进行拨号连接远程登录的计算机，是端口扫描的前身。它因1983年好莱坞科幻电影《战争游戏》而广为人知，故此得名。后来”战争“一词也成为了扫描行为的一种泛称。

## 外部連結
- Wardriving （页面存档备份，存于），澳門創新科技中心（繁體中文）
- 無線LANが危ない！　危険な遊び“ウォー・ドライビング” （页面存档备份，存于）